# Juiced 2: Hot Import Nights
Juiced 2: Hot Import Nights – gra wyścigowa stworzona przez programistów ze studia Juice Games wydana w 7 grudnia 2007. Jest to sequel Juiced i to właśnie na pierwowzorze opiera sposób rozgrywki. Gra polega na stworzeniu profilu, zakupie samochodu, startowaniu w wyścigach, zarabianiu kasy, ulepszaniu auta i ponownych startach. Twórcy gry zwiększyli liczbę opcji znanych z Juiced, a także dodali kilka nowości sporego kalibru, w tym oficjalną licencję show samochodowego – Hot Import Nights

## Rozrywka
Na początku zabawy gracz tworzy własnego awatara wybierając jego płeć i określając wygląd, a następnie wybiera samochód i wszelakie gadżety do niego. Do wyboru jest ponad dziewięćdziesiąt licencjonowanych maszyn, które możemy ozdabiać i wyposażać w setki nowych części i gadżetów. Nie wszystkie elementy (kierownice, felgi, owiewki) są dostępne od początku rozgrywki, niejednokrotnie trzeba wygrać sporo wyścigów (i zarobić sporo pieniędzy), by pozwolić sobie na niektóre sprzęty.
Jeśli chodzi o rywalizację to ścigamy się na ulicach wielkich miast całego świata (między innymi Londyn, Rzym, Paryż, San Francisco czy Sydney), nierzadko mijając sławne budowle (na przykład Koloseum). Mając na uwadze zwycięstwo, nie możemy myśleć tylko o zameldowaniu się na mecie jako pierwsi, bowiem ogromne znaczenie ma także styl jazdy. I tu koniecznie trzeba wspomnieć o nowości polegającej na umożliwieniu graczom driftowania, czyli szalonej jazdy bokiem, w której specjalizują się zwłaszcza Japończycy. Wyczyny kierowców są punktowane według systemu oceniającego częstotliwość i długość driftowania. Osiąganie jak najwyższych ocen jest wskazane szczególnie ze względu na drugą z nowości, nazwaną przez twórców „Driver DNA”. Jest to specjalny program rejestrujący i zapamiętujący styl jazdy kierowcy, następnie tworzący specjalny, zamieszczany w sieci profil danej osoby.
Twórcy gry zrezygnowali z opcji naprawiania samochodów po skończeniu wyścigu. W trakcie rywalizacji wszelkie uszkodzenia są widoczne, ale nie musimy pozbywać się waluty gry na wymianę zniszczonych części (czyli cała kwota może iść na tuning lub inne modyfikacje). Zachowano za to kilka innych opcji, między innymi możliwość tworzenia własnego zespołu, a także podejmowanie zakładów walutą wirtualną. Obstawianie i zakłady przeniesiono także na rozgrywkę wieloosobową co znacznie zwiększa atrakcyjność takich zawodów. Zakłady mogą począć także osoby nie biorące udziału w danym wyścigu (będąc kibicami).